# Francesca D'Aloja
Francesca D'Aloja (nascuda el 21 d'abril de 1963) és una actriu i guionista italiana.

## Vida i carrera
Nascuda a Roma, D'Aloja va començar la seva carrera com a actriu de teatre. Al cinema, després de diversos papers secundaris, va debutar com a actriu principal l'any 1992, a la pel·lícula de comèdia Quando eravamo repressi. El 1998 fou nominada al Globo d'oro a la millor actriu gràcies a la seva actuació a Hamam de Ferzan Özpetek |. D'Aloja està casat amb el director i guionista Marco Risi.

## Filmografia

### Actriu
Cinema
- Amarsi un po'..., dirigida per Carlo Vanzina (1984)
- Apartment Zero, dirigida per Martin Donovan	(1988)
- Michelangelo (1989)
- Libertè egalitè Choucroutè, dirigida per Jean Yanne (1989)
- Stasera a casa di Alice, dirigida per Carlo Verdone (1990)
- Quando eravamo repressi, dirigida per Pino Quartullo (1991)
- In camera mia, dirigida per Luciano Martino (1991)
- Per quel viaggio in Sicilia, dirigida per Egidio Termine (1991)
- Agosto, dirigida per Massimo Spano (1992)
- Infelici e contenti, dirigida per Neri Parenti (1992)
- Bonus Malus, dirigida per Vito Zagarrio (1992)
- La scorta, dirigida per Ricky Tognazzi (1993)
- Hamam, dirigida per Ferzan Özpetek (1996)
- L'ultimo capodanno, dirigida per Marco Risi (1998)
- L'odore della notte, dirigida per Claudio Caligari (1998)
- La cena, dirigida per Ettore Scola (1998)
- Scarlet Diva, dirigida per Asia Argento (1999)
- Bell'amico, dirigida per Luca D'Ascanio (2000)
- Tre mogli, dirigida per Marco Risi (2001)
- Poco più di un anno fa, regia Marco Filiberti (2003)
- All'amore assente, dirigida per Andrea Adriatico (2007)
- L'ultima ruota del carro, dirigida per Giovanni Veronesi (2013)

Televisió
- Il bello delle donne – sèria de televisió, 5 episodis (2002)

### Directora i actriu
- Piccoli ergastoli, escrita i dirigida amb Pablo Echaurren i Valerio Fioravanti (Presentada al Festival de Venècia) (1997)
- Sol y sombra, tori e toreri, guionista i directora. (Presentada als festivals de Biarritz i Torí) (1999)
- Break on through – Tribut a Jim Morrison, direcció i producció. (Presentada al Festival Jove de Torí) (2001)
- 100 Ragazzi - documentl, co-dirigida amb Marco Risi (Projecte Roma-Maputo rodat a Moçambic) (2004)

## Obra literària
- Il sogno cattivo.  Arnoldo Mondadori editorial, 2006.
- Anima viva.  Arnoldo Mondadori editorial, 2015.
- Cuore, sopporta.  Arnoldo Mondadori editorial, 2018.
- Otto giorni in Niger d’Edoardo Albinati i Francesca d'Aloja - Baldini&Castoldi, 2018.
- Corpi speciali - Milano, La nave di Teseo, 2020.
- Vite in sospeso di Edoardo Albinati e Francesca d'Aloja - Baldini & Castoldi, 2022

Antologie
- I Racconti di Sabaudia - Baldini & Castoldi, 2003
- E lieve sia la terra: 24 scrittori per i morti del terremoto in Abruzzo di AA. VV., L'Aquila, Textus, 2011 ISBN 978-88-87132-68-7.